# 新疆居民外逃事件
新疆居民外逃是指20世纪50至60年代，中国新疆哈萨克族等民族民众离开中国前往它国的事件。据称逃往苏联境内的边民达六万七千余人。事件发生后，中苏双方为此相互指责，中方称“苏联颠覆活动”，而苏联方面也指责中方未采取相应措施阻止大规模越界。

## 早期
新疆居民经常往来通行于中亚地区，苏联建立以后，北部传统路线都被封锁殆尽，南部艰险的地段关卡松散，仍然有路线绕过苏联进入巴基斯坦和印度地区。虽然自然环境极其恶劣，但是经常有避难的新疆民众自由进出南部边关。
二十世纪三十年代，中国西北动乱波及新疆，哈萨克贫民密谋反抗盛世才统治。由于哈萨克人同时敌视斯大林的残酷统治，盛世才获得苏联大力武装支持，苏联红军甚至直接进入新疆围剿，哈萨克起义被残酷镇压。大批哈萨克人逃难经过戈壁和藏北无人区进入英属克什米尔。期间又有哈萨克人等候战乱平息，返回新疆，来往反复。英属克什米尔地区逐渐成为哈萨克人逃避战乱的理想家园。中华人民共和国建立，中共军队于在1950年進入新疆。国民党连同新疆高层贵族逃亡，并且裹挟普通哈萨克民众再次大规模逃往克什米尔。
西藏和青海地区自然环境极其恶劣，后面又被追兵围追堵截，匆忙逃难的哈萨克人准备不足，造成了严重的人道主义灾难。男女老少在给养匮乏的情况下进入西藏地区，尸骨散布荒野。同时，哈萨克人也与沿途西藏居民有军事冲突，被山匪频繁困扰。特别是马步芳的回回兵，敲诈勒索逃难到青海地区的哈萨克难民。哈萨克难民不但要赔付高昂的安置费，还要定期挑选年轻女孩献给马步芳的回回兵。忍无可忍的哈萨克人不断于马步芳部队发生冲突，并且再次逃难。
青海地区滞留大量的哈萨克民众辗转游击马步芳部队，直到中华人民共和国成立。八十年代，所有青海地区哈萨克民众被中国政府安排返回新疆家园。
逃亡英属克什米尔的哈萨克民众，其间混杂少数维吾尔贵族和汉族国民党军官，被联合国划为战争难民。有多个国家发出正式批文，同意接受这些哈萨克难民，少部分人选择美国，多数哈萨克选择迁往土耳其。

## 伊塔事件
1961年苏共二十二大开始，中苏关系由恶化走向分裂。1962年，大躍進后不久，伊寧苏联领事向伊犁、塔城、阿勒泰地区的哈萨克与其他突厥民族民众发放证件。4月22日，万多新疆居民离开中国达到苏联，甚至新疆军区副参谋长祖农·太也甫夫少将与马尔果夫·伊斯哈科夫少将也离开中国前往苏联。中国方面将之称为伊塔事件或伊塔反革命暴乱事件，并认为是苏联驻伊犁使馆策划了此次事件。在此后的几个月里，中国共有边民六万七千余人逃到苏联，中苏之间为此事展开了长达一年半的外交交涉。
4月23日，中国总理周恩来亲自召见新疆生产建设兵团政委张仲瀚，批示迅速组织一支高素质的军垦队伍分赴边境。后新疆生产建设兵团在喀拉昆仑山到阿勒泰山的中苏边境线上建设了58个团场。
兵团退休干部回忆，“当时非常紧急，被子里外全是白布的，来不及做上被面。从乌鲁木齐到这里日夜兼程地赶，我们要执行三代任务，就替外逃的牧民代耕、代牧、代管”。